# Mouvement Califat

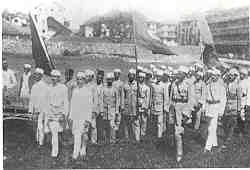
Des militants du Califat menant un cortège

Le mouvement Califat était une organisation politique panislamique active sous l'Inde britannique. Elle rassemblait des musulmans du sous-continent indien qui faisaient pression sur le gouvernement britannique en faveur de leurs intérêts. Le mouvement a été soutenu par l'Empire ottoman jusqu'à l'affaiblissement puis l’effondrement de celui-ci (la Turquie accédant à la laïcité, doctrine que refusait le Mouvement du Califat qui voulait un État fondé sur l'islam et la charia, ce qui se réalisera en partie plus tard avec la création du Pakistan). Bien qu'ayant eu une durée de vie éphémère, de 1919 à 1924, il a eu un impact sur le Mouvement pour le Pakistan qui aboutira en 1947 à l'indépendance de ce pays face à une Union indienne basée sur la laïcité.

## Sources
- (en) Khilafat Movement sur storyofpakistan.com
- (en) Khilafat Movement sur en.banglapedia.org